# Mieczysław Marassé
Mieczysław Fortunat Marassé (ur. 21 maja 1840 w Krakowie, zm. 23 marca 1880 w Krośnie) – c.k. podkomorzy, starosta.
Jego rodzicami byli Ludwik Adam Marassé (1809–1865) i Amelia Maria Skarżyńska herbu Bończa (ur. w 1813, data śmierci nieznana). Jego jedynym bratem był Jan Ludwik Adam Marassé (1842–1917).
W 1860 ukończył Gimnazjum św. Anny w Krakowie, w 1864 studia prawnicze na Uniwersytecie Jagiellońskim, gdzie uzyskał stopień doktora na podstawie pracy Przegląd polskiej literatury ekonomicznej z uwzględnieniem stosunków ekonomicznych Królestwa Polskiego. W 1865 podjął pracę w administracji, równocześnie był jednym z pionierów statystyki państwowej. W 1866 opublikował pracę O pojęciu i zadaniu statystyki, która była pierwszą polską pracą wydaną drukiem, poświęconą historii i teorii statystyki. Do 1877 był starostą powiatu bóbreckiego, od 1877 starosta powiatu krośnieńskiego.
Członek i działacz Galicyjskiego Towarzystwa Gospodarskiego, członek jego Komitetu (16 lutego 1868 – 28 czerwca 1870).
Kawaler honorowy Orderu św. Jana Jerozolimskiego, honorowy obywatel miasta Podhajce.